# Cos-B
Cos-B（Cosmic Ray Satellite-B）は欧州宇宙機関のガンマ線観測衛星。
Cos-Bの計画は1960年代中ごろに欧州の科学コミュニティーによって始めに提案され、1969年のESRO会議で承認された。衛星はガンマ線観測機を搭載し、1975年8月9日、NASAによって打ち上げられた。ミッションは当初の予定よりも4年ほど長く続き、6年半後の1982年4月25日に完了した。25のガンマ線源の2CG カタログや銀河系のマッピングなどの科学的成果を挙げた。この衛星はパルサーCygnus X-3も観測した。

## 参考文献

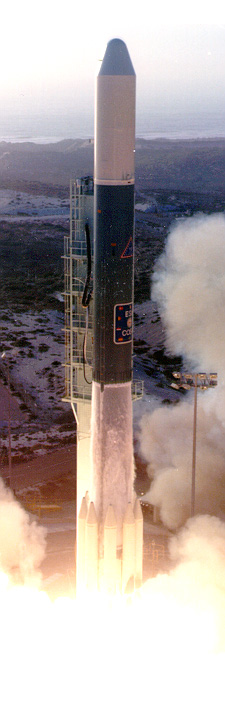
COS-Bの打ち上げ（デルタ2913）